# Stråforkorter
Stråforkortere er kemiske midler, som bruges i landbrugsproduktion til at modvirke det problem, som opstår, når planterne gødes for kraftigt med kvælstofholdig gødning, nemlig at kornplanternes stængler bliver for lange og svage. Midlerne virker ved at bremse plantens længdevækst, så den bliver i stand til at tåle slagregn og at bære tunge aks. Et eksempel på sådan et middel er chlormequat. 
Stråforkortere er under mistanke for at skade mænds reproduktionsevne, og på tyrestationer undgår man helt at fodre med produkter, der er avlet ved hjælp af stråforkorter. Der kan findes rester af stråforkortere i kornprodukter som havregryn og rugbrød.  Økologiske produkter er dyrket uden brug af stråforkortere, men kan være forurenet med rester fra konventionelt landbrug .